# Plateau (Gemeinde)

Stadtteile von Abidjan. Plateau befindet sich im Zentrum

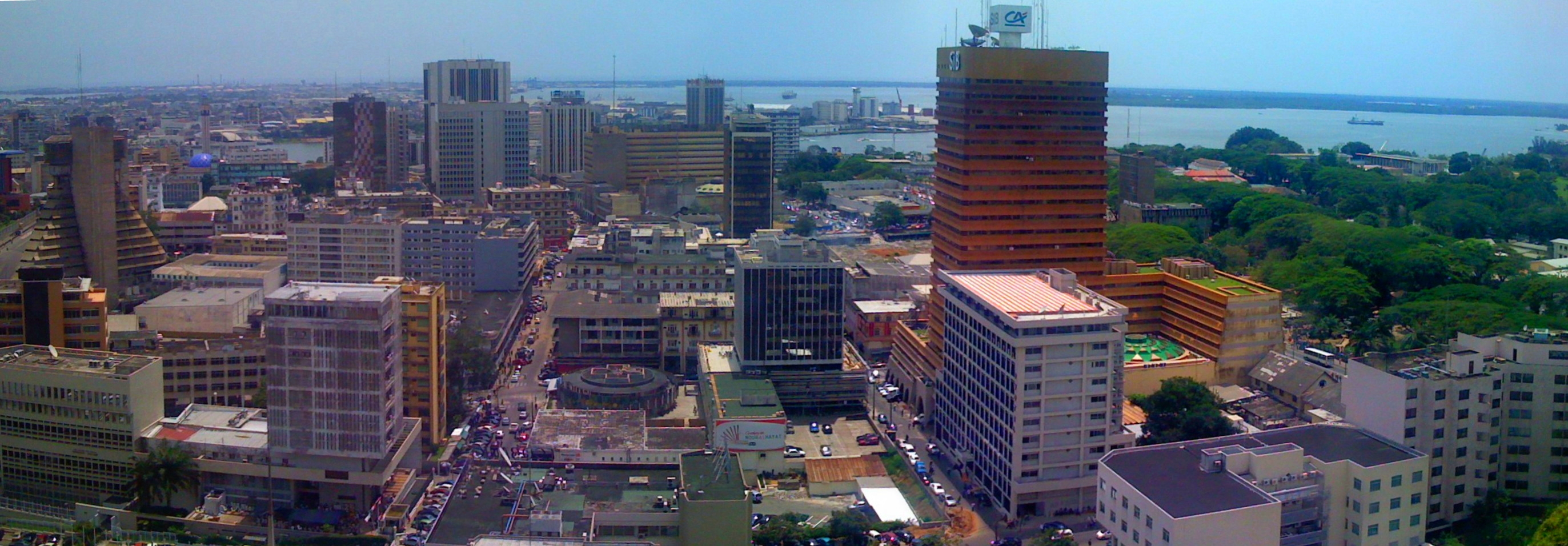
Skyline von Plateau; Im Hintergrund die Ébrié-Lagune (2008)

Plateau ist ein Stadtteil von Abidjan in der Elfenbeinküste.
Einwohnerzahl laut Zensus 2014 beträgt 7488.
In Plateau befindet sich der Präsidentenpalast. Dieser wurde im Zuge der Regierungskrise 2010/2011 in der Nacht vom 31. März auf den 1. April 2011 von Kämpfern der Forces républicaines de Côte d’Ivoire unter anderem mit schweren Waffen angegriffen und danach belagert. Dabei fing er Feuer und es war eine große Rauchsäule zu sehen.